# ジャン＝ポール・ルシヨン
ジャン＝ポール・ルシヨン（Jean-Paul Roussillon、1931年3月5日 - 2009年7月31日）は、フランスの俳優、演出家である。

## 経歴
1952年にコメディ・フランセーズの一員となる。モリエールやピエール・ド・マリヴォー、アルフレッド・ド・ミュッセの古典作品だけでなく、ジュール・ルナールやアンドレ・ジッドの現代劇にも出演した。2009年、アルノー・デプレシャン監督の映画『クリスマス・ストーリー』で第34回セザール賞最優秀助演男優賞を受賞した。

## フィルモグラフィー

### 映画
- 鱒（1982年）
- アイドル 欲望の餐宴（2002年）
- キングス&クイーン（2004年）
- クリスマス・ストーリー（2008年）